# Éruption du Vésuve en 1944
L'éruption du Vésuve en 1944 est la dernière éruption volcanique en date du Vésuve, volcan italien situé en Campanie.